# زوران بيسيتش
زوران بيسيتش (بالألمانية: Zoran Barišić) (22 مايو 1970 بفيينا في النمسا - ) هو مدرب كرة قدم ولاعب كرة قدم نمساوي في مركز الوسط. شارك مع منتخب النمسا لكرة القدم. أما مع النوادي، فقد لعب مع أدميرا فاكر مودلينغ ورابيد فيينا ونادي تيرول إنسبروك ونادي فينر ونادي لينز ونادي مودلينج ‏ وفيفورتنير ‏ وآيزنشتات ‏ وفيينا سبورت كلوب ‏.

## وصلات خارجية
- زوران بيسيتش على موقع قاعدة بيانات كرة القدم.إي يو (الإنجليزية)
- زوران بيسيتش على موقع ناشيونال فوتبول تيمز (الإنجليزية)
- زوران بيسيتش على موقع عالم كرة القدم.نت (الإنجليزية)

Error: Invalid line "[[لوقا إلسنر|Elsner]] [[:en:Luka Elsner|<sup class=reference title="Luka Elsner">[الإنجليزية]</sup>]][[تصنيف:صفحات بها وصلات إنترويكي]]" at قالب:مدربو نادي أولمبيا ليوبليانا (2005)